# Jelenia Góra Cieplice
Jelenia Góra Cieplice – stacja kolejowa w Jeleniej Górze, w dzielnicy Cieplice Śląskie-Zdrój, w województwie dolnośląskim, w Polsce.

## Ruch pasażerski
| Rok  | Wymiana pasażerska na dobę |
| ---- | -------------------------- |
| 2017 | 100-149                    |
| 2022 | 150-199                    |